# Avvelenamento da litio
L'avvelenamento da litio  è una condizione clinica caratterizzata dall'assunzione acuta o cronica di litio (ad es. terapia del disturbo bipolare).

## Sintomatologia
Il manifestarsi dei sintomi e segni clinici comprendono: nausea, vomito, diarrea, confusione, tachicardia, coreoatetosi, atassia, astenia, mioclono.
Dagli esami si evincono leucocitosi, diabete, blocco AV, glicosuria, iperglicemia e albuminuria.

## Terapia delle intossicazioni
L'uso del carbone attivo risulta inefficace, se si agisce entro poche ore dall'avvelenamento gastrolusi e l'irrigazione intestinale risultano molto efficaci.
Altre terapie che possono agire da supporto a quella principale cambiano a seconda del livello di intossicazione del soggetto:
- compresi fra 2-3 mmol/l diuresi forzata e alcanizzazione delle urine;
- superiori a 3 mmol/l emodialisi.